# Trutzburg

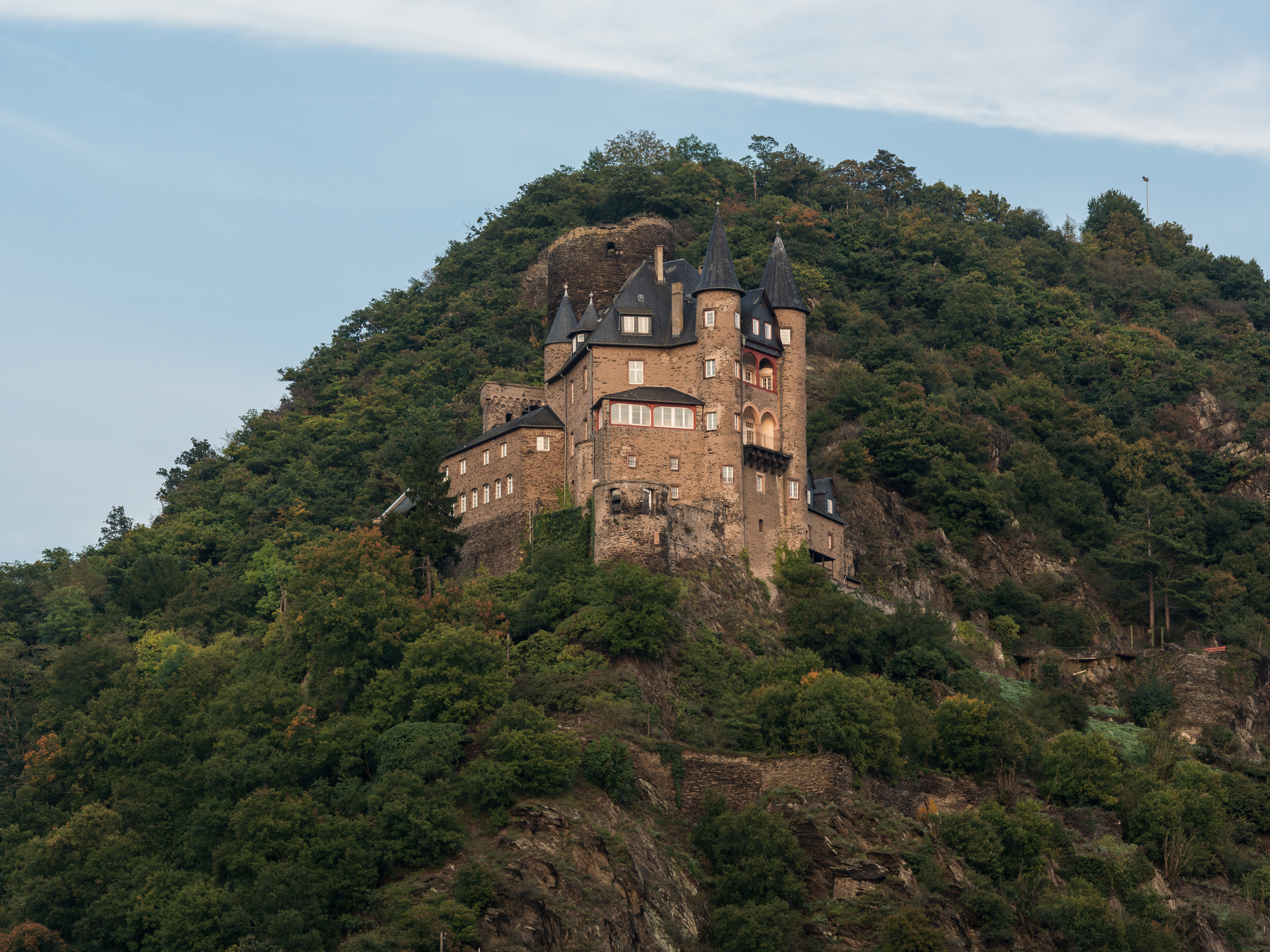
Die Trutzburg Burg Katz

Der Begriff Trutzburg (auch Trotzburg) stammt aus dem Mittelalter. Das Wort Trutz ist die mittelhochdeutsche Form von Trotz und beschreibt somit einen Akt der Gegenwehr. Gemeint sind oft Belagerungsburgen, die nahe einer anderen Burg errichtet wurden, oder Gegenburgen, die territoriale Machtansprüche in Grenzregionen sichern sollten.

## Bedeutungen

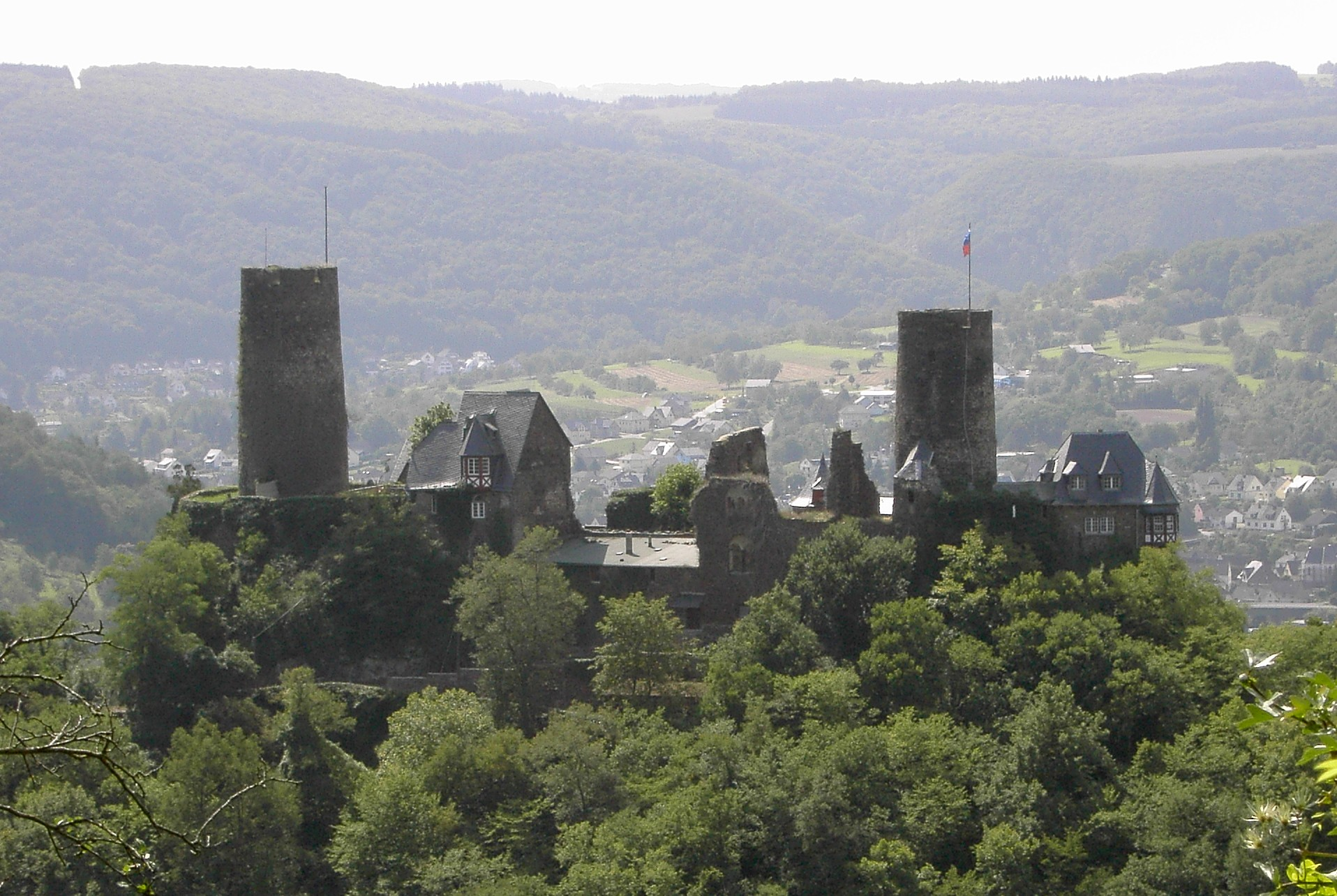
Blick vom Bleidenberg auf die Burg Thurant an der Mosel

Volkstümlich wird die Bezeichnung gebraucht, um den wehrhaften Charakter einer Burg zu unterstreichen, die allen Angriffen „trotzt“. Als Metapher wird die Bezeichnung in diesem Sinne für Dinge benutzt, die sich als besonders widerstandsfähig und beständig erweisen.
Im wissenschaftlichen Sprachgebrauch bezeichnet Trutzburg jedoch entsprechend der mittelalterlichen Verwendung des Wortes einen bestimmten Burgentyp, der zur Sicherung von Machtansprüchen oder zur Belagerung und Eroberung von Besitztümern konkurrierender Machthaber errichtet wurde. In solchen Fällen spricht man auch von einer Gegen-, Okkupations- oder Belagerungsburg. Diese Begriffe werden heute von der modernen Burgenforschung bevorzugt verwendet.
Allerdings verwenden auch Fachautoren die Begriffe Trutz-, Gegen- und Belagerungsburg nicht in einheitlicher Bedeutung. Meist wird besonders zwischen der Belagerungs- und der Gegenburg unterschieden. Eine Belagerungsburg wurde nach dieser Definition nahe der feindlichen Burg in Reichweite von Bliden und Katapulten angelegt und diente den Angreifern als Stützpunkt, Wegsperre, Zuflucht bei Gegenangriffen, Kaserne und Stellung für Wurfgeschütze.
Als Gegenburg wird oft eine Burganlage bezeichnet, die sich durchaus in weiterer Entfernung zu den gegnerischen Wehranlagen und Burgen befinden kann. Sie diente also nicht der unmittelbaren Belagerung einer Burganlage, sondern als Stützpunkt im Gebiet des Konkurrenten, um etwa dessen Expansionsbestrebungen zu behindern.
Bezeugt sind Trutzburgen erst seit dem Spätmittelalter. Sie wurden meist als provisorische, aus Holz und Erde bestehende Anlagen oberhalb der zu erobernden Burg in deren Sicht- und Geschützweite errichtet. Von dort wurde das Angriffsziel unter Beschuss genommen.
Manchmal wurde statt einer gemauerten oder hölzernen Belagerungsburg nur eine Blidenstellung eingerichtet. Ein in der Reichweite der belagerten Burg gelegener günstiger Geländepunkt wurde hierzu planiert und gegebenenfalls leicht befestigt. Von dieser Stellung aus konnte man die Burg relativ gefahrlos mit einer Blide (Schleuder) beschießen und den Gegner psychologisch zermürben. Ein solcher Bleidenberg (Blidenberg) liegt etwa 430 Meter nordöstlich über der Burg Thurant an der Mosel.
Bliden sind seit dem frühen 13. Jahrhundert bei Belagerungen nachweisbar. Große Schleudern hatten eine Reichweite von etwa 400 bis 500 Metern. Allerdings konnten nur wohlhabende Feudalherren den Einsatz einer solchen größeren, sehr kostspieligen Belagerungsmaschine oder gar den Bau einer Gegenburg finanzieren.

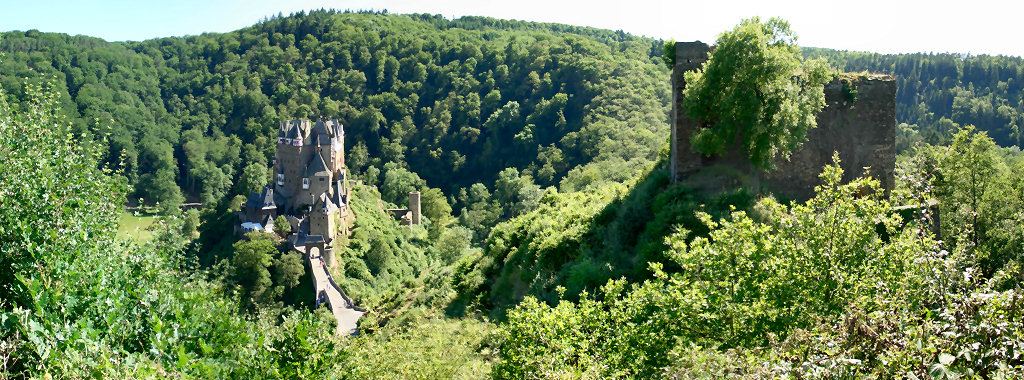
Burg Eltz und Burg Trutzeltz

Nur vereinzelt hatten die Angreifer die Zeit und die finanziellen Mittel, ihre Trutzburg aus Stein zu errichten. Seltene Beispiele hierfür sind die Burg Ramstein, die Rauschenburg bei Mermuth im Hunsrück und die Burg Trutzeltz. Letztere wurde während der Eltzer Fehde zur Belagerung der Burg Eltz errichtet. Auch die Rauschenburg entstand in Zusammenhang mit der Eltzer Fehde als Gegenburg zu den Burgen Ehrenburg, Waldeck und Schöneck.
In der Mehrheit der bekannten Fälle wurden die Trutzburgen nach Ende der Kämpfe aufgegeben und verfielen, so zum Beispiel bei den belagerten Burgen Hohenfels und Thurant in Rheinland-Pfalz. Manchmal erhielt der Burgherr der ehemals belagerten Burg die Gegenburg nach einem Friedensschluss sogar als Lehen übertragen, wie zum Beispiel im Fall der Burg Trutzeltz. In Ausnahmefällen wurden solche Bauten – wenn die Eroberung Erfolg hatte – selbst zu eigenständigen Burganlagen ausgebaut. Ein Beispiel dafür ist die Burg Schadeck bei Runkel an der Lahn.
Die wenigen erhaltenen gemauerten Gegen- oder Belagerungsburgen zeigen meist eine wenig sorgfältige Bauausführung. Um die Befestigung rasch aufmauern zu können, mischte man dem Kalkmörtel Lehm bei. Diese Wehranlagen sind deshalb heute stark in ihrem Bestand gefährdet und können nur durch aufwändige Sanierungen gesichert werden.
Die akademische Forschung beschäftigt sich erst seit dem Ende des 20. Jahrhunderts in größerem Umfang mit Trutz-, Gegen- und Belagerungsburgen. Nachdem in den letzten beiden Jahrzehnten dieses Jahrhunderts mehr der Symbolgehalt mittelalterlicher Wehrbauten beachtet wurde (Joachim Zeune), beginnt die Forschung gegenwärtig damit, die damals etablierten Thesen kritisch zu hinterfragen. Im Zuge der neuen Konzentration auf die funktionellen und militärischen Aspekte der Wehrarchitektur rückte auch die Trutzburg wieder mehr in den Blickpunkt wissenschaftlichen Interesses.

## Frühe normannische Okkupationsburgen Englands

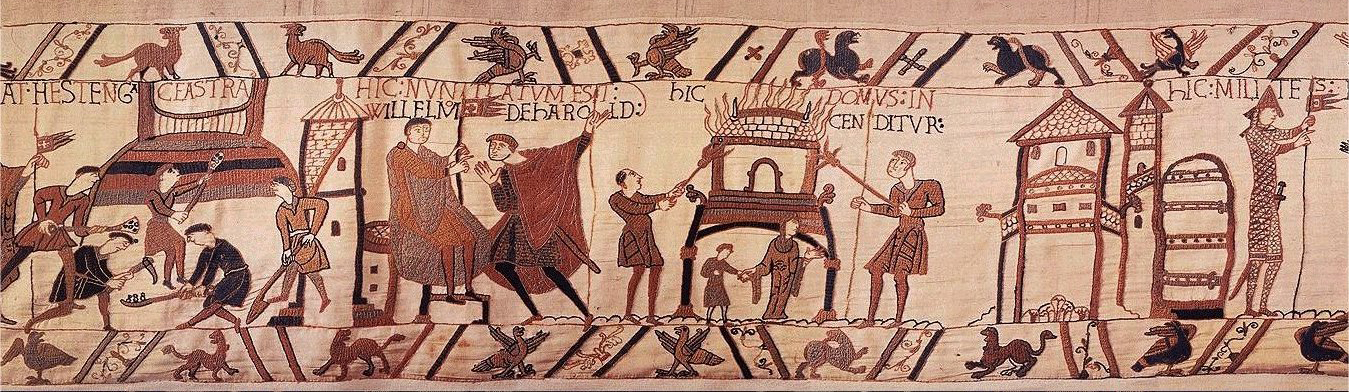
Der Bau der Burg von Hastings (links, Teppich von Bayeux)

Die normannische Invasion Englands wurde lange vorbereitet und gilt allgemein als eine der bemerkenswertesten militärstrategischen Leistungen des frühen Hochmittelalters. Die Normannen griffen die Insel genau zu dem Zeitpunkt an, als die Engländer gerade mit der Abwehr eines norwegischen Angriffs beschäftigt waren. Das englische Heer unter König Harold hatte die Wikinger zwar zurückschlagen können, musste sich nun aber völlig entkräftet den etwa 7000, gut ausgerüsteten normannischen Kriegern stellen.
Während der Invasion entstanden zahlreiche einfache Okkupationsburgen. Neben zahlreichen Motten (Turmhügelburgen) wurden auch Ringwälle mit Palisadenbewehrung angelegt und ältere keltische oder sächsische Befestigungen reaktiviert. Die hölzernen Bauteile dieser Holz-Erde-Burgen waren teilweise bereits auf dem Festland vorgefertigt worden und mussten nur noch an Ort und Stelle zusammengebaut werden. So entstand rasch ein dichtes Netz militärischer Stützpunkte, die später manchmal zu Steinburgen ausgebaut wurden.
Auf dem bekannten Teppich von Bayeux sind einige dieser Burgen zu erkennen. Gelegentlich wurden sogar die Fässer dargestellt, in denen die Invasoren Nägel für den Zusammenbau über den Ärmelkanal transportierten.

## Die walisischen Okkupationsburgen Eduards I. von England

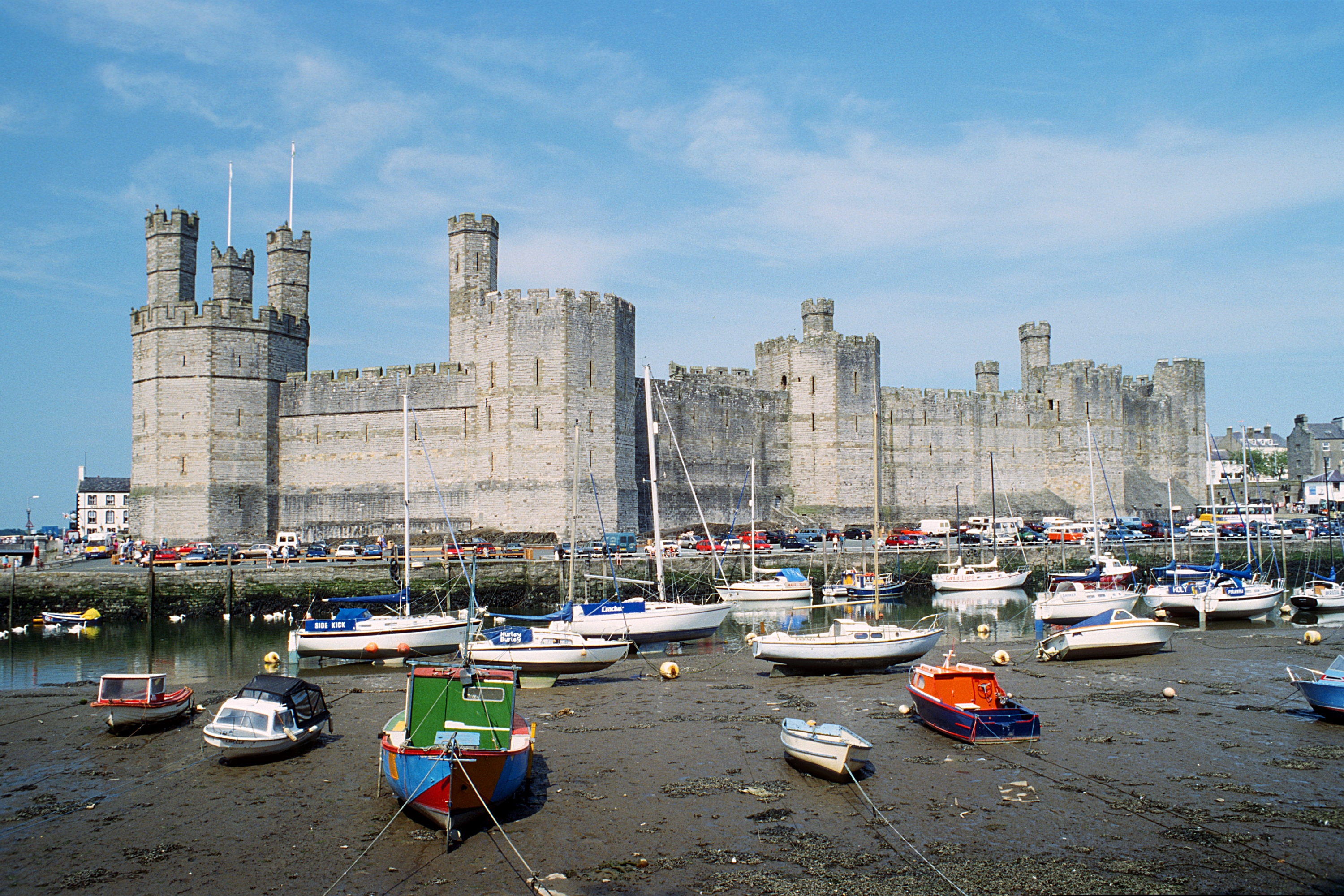
Okkupationsburg Caernarfon Castle

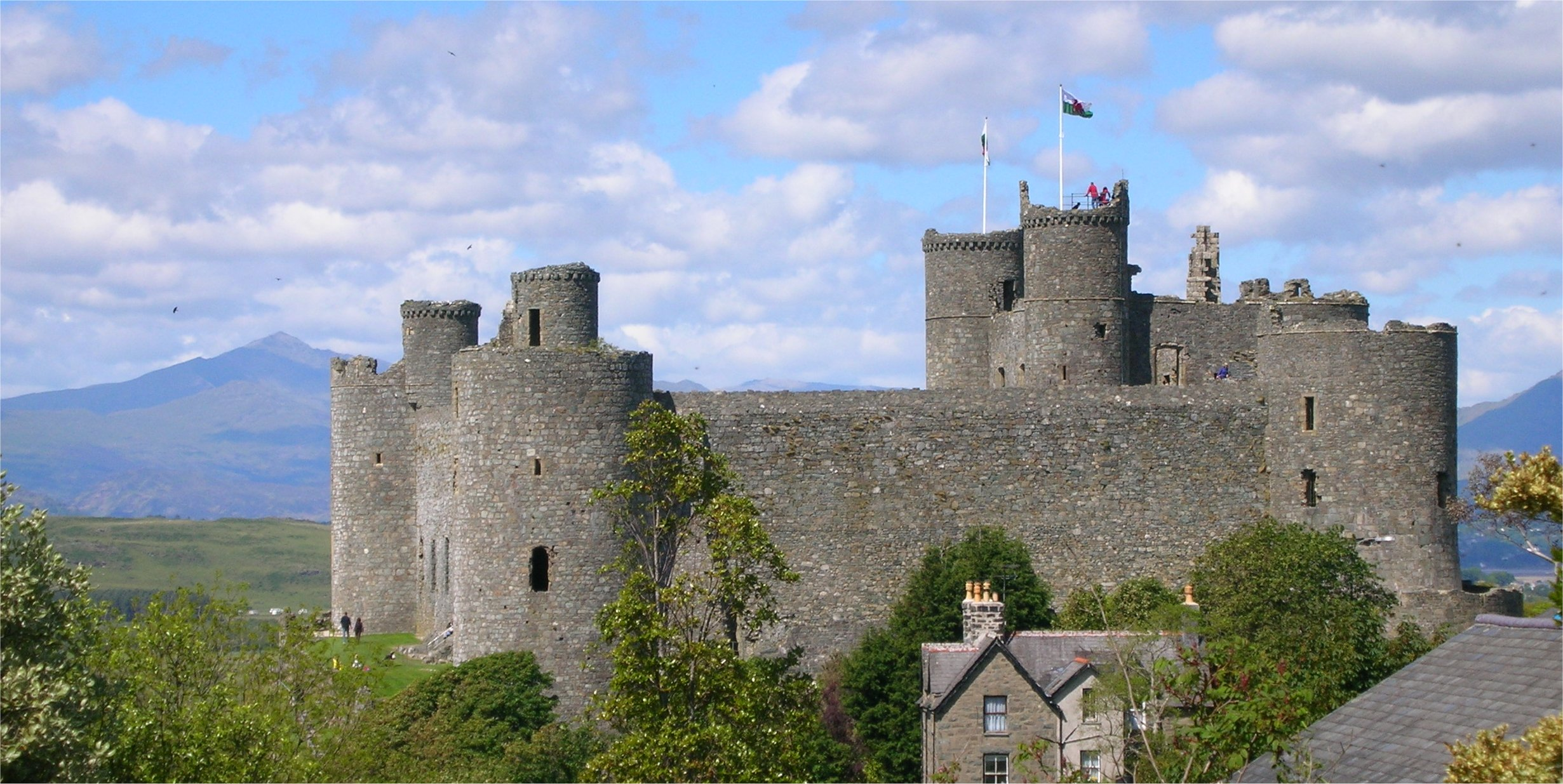
Okkupationsburg Harlech Castle

Schon zu Beginn der Eroberung des keltischen Wales durch den englischen König Eduard I. befahl dieser 1277 die Anlage einiger Burganlagen an strategisch wichtigen Plätzen. Zu diesen frühen englischen Okkupationsburgen zählen die Anlagen in Aberystwyth, Builth, Flint und Rhuddlan.
Der Ausbruch neuer Unruhen im Jahr 1282 veranlasste den Herrscher zu einem gewaltigen Bauprogramm. Angeblich wurde das englische Heer von 355 Zimmerleuten, 70 Maurern, 1000 Steinbrechern und Erdarbeitern begleitet. Auch 1700 Holzfäller sollen aus ganz England zusammengezogen worden sein. Nach einem Jahr verstärkte man dieses Aufgebot nochmals um 25 Zimmerleute und 100 Maurer.
Innerhalb kurzer Zeit entstand ein ganzes Netz modernster Wehranlagen, die noch heute zu den Höhepunkten mittelalterlicher Profanarchitektur gezählt werden. Durch die Versorgung von See aus konnte von diesen Stützpunkten aus das Land militärisch gesichert werden. Das walisische Burgenbauprogramm verschlang gewaltige Summen, die vom Parlament und auch der Kirche aufgebracht werden mussten. Die anschließend geplante Unterwerfung Schottlands scheiterte deshalb zwangsläufig an den Kosten einer ähnlichen Baukampagne.
Zu den bedeutendsten englischen Okkupationsburgen werden die von James of St. George konstruierten Burgen Caernarfon, Conwy und Harlech gezählt.

## Belagerungs- und Gegenburgen im Heiligen Land

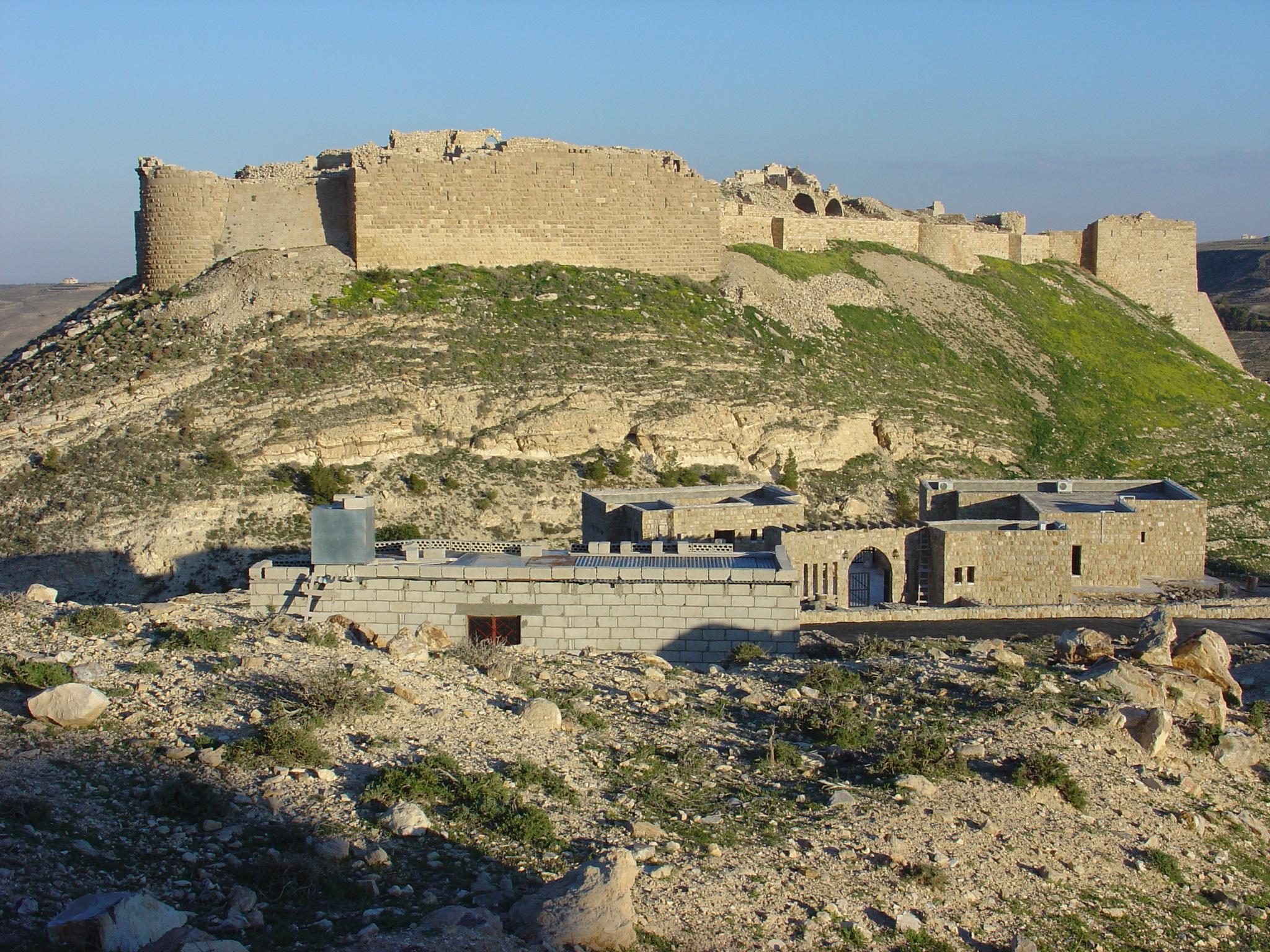
Die Burg Montreal (Jordanien)

Während der Belagerung größerer befestigter Städte wurden manchmal Burgen zum Schutz vor Ausfällen und Entsatztruppen angelegt.
Bereits während des Ersten Kreuzzuges errichteten die christlichen Kreuzfahrer die ersten Belagerungsburgen vor den Toren der muslimischen Städte im Heiligen Land. 1097 entstand etwa vor dem St.-Pauls-Tor von Antiochia die Burg Malregard. Wenig später errichtete man noch die Burgen la Mahomerie und „Tankreds Burg“ vor weiteren Toranlagen.
1103 befahl Raimund IV. von Toulouse die Anlage der Belagerungsburg Mons Pelegrinus (Pilgerberg) bei Tripolis. Raimund war Graf von St. Gilles, weshalb die heute im Stadtzentrum gelegene Burg von den Einheimischen Qualat Sandjill genannt wird.
Neben Belagerungsburgen entstanden auch Gegenburgen in größerer Entfernung zur belagerten Stadtanlage. So ließ König Balduin I. 1117 bei İskenderun eine Gegenburg „ad coercendum praedictam urbem“ (zur Bezwingung der – erwähnten – Stadt) Tyros anlegen. Das belagerte Tyros fiel erst 1124.
Der König versuchte zusätzlich, die wichtige Karawanenroute Derb el-Hadj von einigen Burgneubauten aus zu überwachen. Hier verlief auch der Pilgerweg nach Mekka und Medina. Um Petra wurden die Burgen Montreal/Shobaq (1115), Li Vaux Moisee und 1116 befestigte Stützpunkte bei Aqaba und auf der Isle de Graye/Jazirat Fara’un gegründet.
1142 begann zusätzlich der Bau der mächtigen Veste Karak (Krak de Moab) im Norden Transjordaniens, zu der noch ein Hafen am Toten Meer gehörte. Von hier aus unternahm Renaud de Châtillon zahlreiche räuberische Streifzüge ins Umland, so dass Sultan Saladin sich schließlich zum Angriff auf die fränkischen Kreuzfahrerstaaten gezwungen sah.
Auch rund um die – von ägyptischen Verbänden gehaltene – Stadt Aschkelon (Askalon) wurden zwischen 1136 und 1142 vier starke Burgen errichtet.

## Okkupationsburgen der Ritterorden

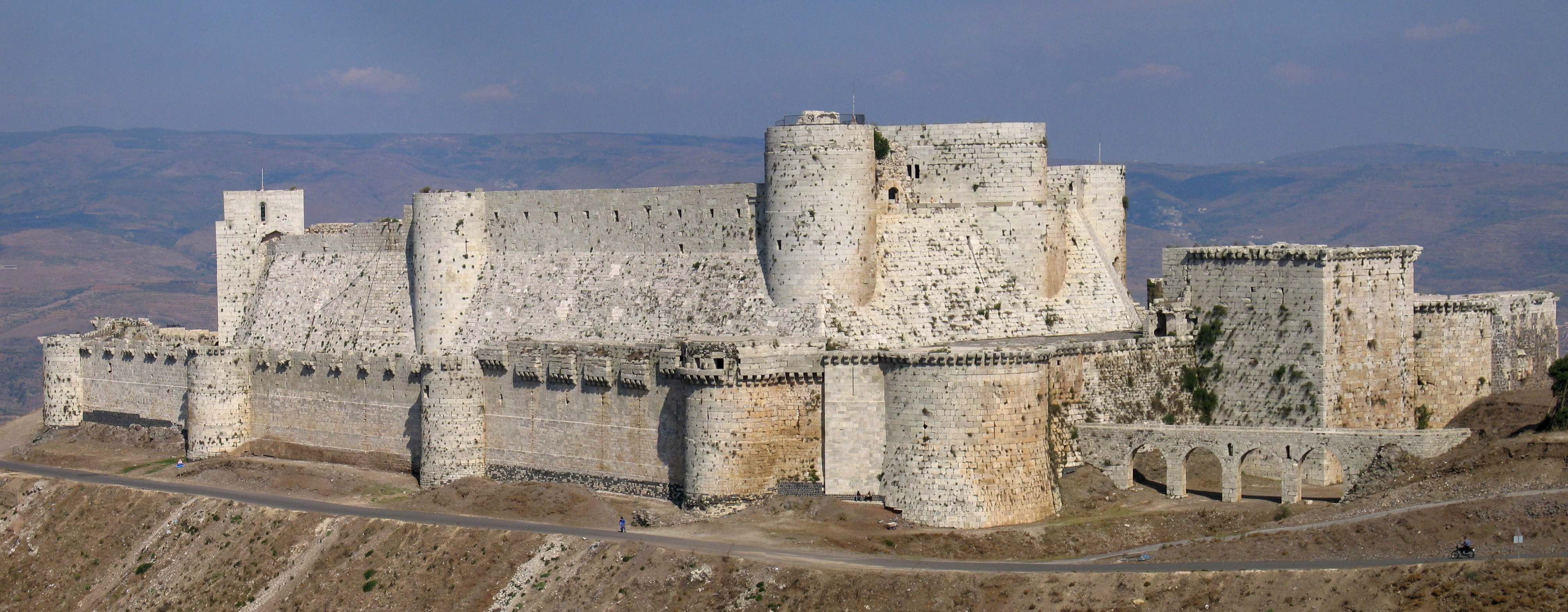
Der Krak des Chevaliers des Johanniterordens im heutigen Syrien

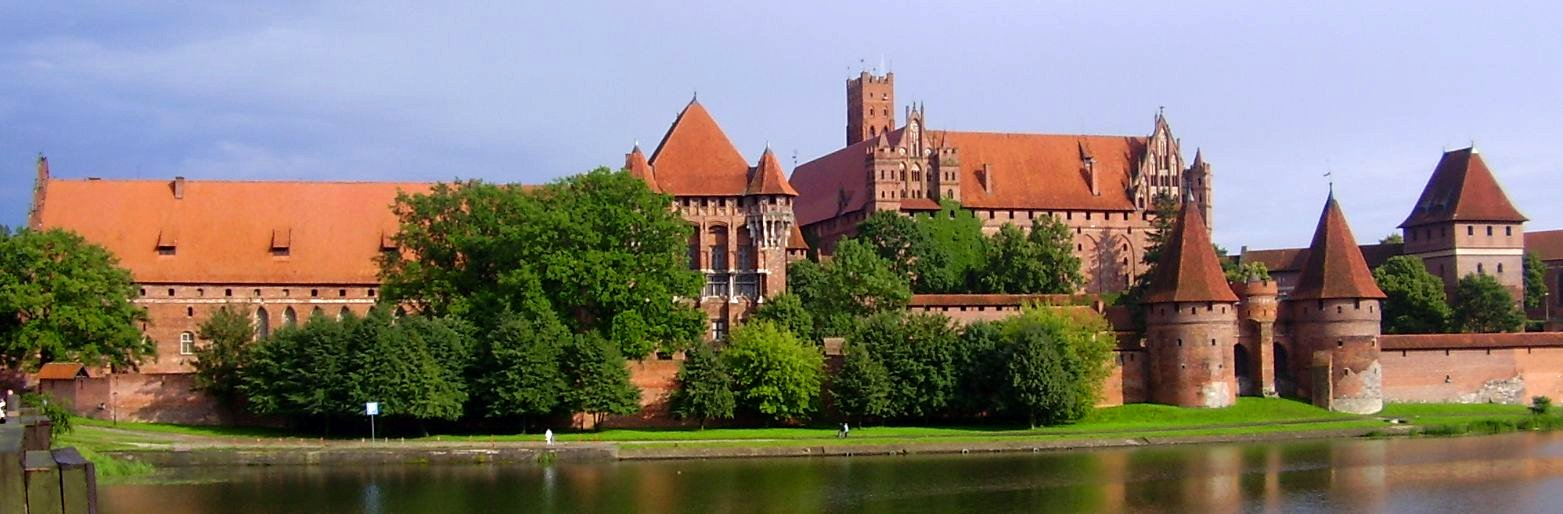
Die klosterähnliche Deutschordensburg Marienburg

Zur langfristigen Sicherung und Kontrolle der eroberten Gebiete im Nahen Osten wurden die eroberten oder neu errichteten Wehranlagen ab der Mitte des 12. Jahrhunderts ausgebaut und erweitert. Die im Zusammenhang mit den Kreuzzügen entstandenen geistlichen Ritterorden gewannen immer mehr an Einfluss und Macht.
Besonders unter den Johannitern entstanden einige der gewaltigsten Burganlagen des abendländischen Kulturkreises. Großburgen wie der Krak des Chevaliers konnten bis zu 2000 Krieger aufnehmen. Derartige Bauvorhaben erforderten eine komplizierte Logistik, die bislang nur sehr unzureichend erforscht ist.
Ab etwa 1250 zwangen die politischen Verhältnisse die geistlichen und weltlichen Herren der Kreuzritterburgen zu drastischen Reduzierungen der Burgmannschaften. 1281 wurde etwa die Burg Margat im heutigen Syrien nur noch von 25 Ordensrittern bewohnt. Bereits 1245 hatten die Muslime die Burg Belvoir (Israel) zurückerobert.
Auch die Kolonisation und Missionierung Osteuropas wurde durch den Bau großer Wehranlagen abgesichert. Die größte Okkupationsburg des Deutschen Ordens ist die Marienburg (heute Malbork, Woiwodschaft Pommern). Die Anlage wurde im Zweiten Weltkrieg weitgehend zerstört, in der Nachkriegszeit jedoch von der polnischen Denkmalpflege vollständig rekonstruiert.
Andere Stützpunkte des Deutschen Ordens bzw. der im Ordensstaat gegründeten vier Bistümer waren etwa die Burg Rehden (Radzyń Chełmiński) und die Burg Heilsberg (Lidzbark Warmiński). Auch dieser Ritterorden wurde ursprünglich im Heiligen Land gegründet (Burg Montfort). Nach dem Scheitern der Kreuzzugsidee im Heiligen Land konzentrierte der Orden seine Aktivitäten ab etwa 1230 auf die Missionierung der heidnischen Prußen und die Errichtung eines nahezu unabhängigen Ordensstaates in den eroberten Gebieten östlich des Heiligen Römischen Reiches. Während der Deutsche Orden im Nahen Osten weitgehend bedeutungslos blieb, prägen seine Aktivitäten die kulturellen und politischen Verhältnisse in weiten Teilen Polens und der Baltischen Staaten bis zum heutigen Tag.
In Siebenbürgen scheiterte die Expansionspolitik des Ordens bereits im frühen 13. Jahrhundert. Ein Beispiel einer Ordensburg in diesem Gebiet ist die Ruine der Marienburg von Feldioara bei Brașov.

## Osmanische Burgen um das byzantinische Konstantinopel

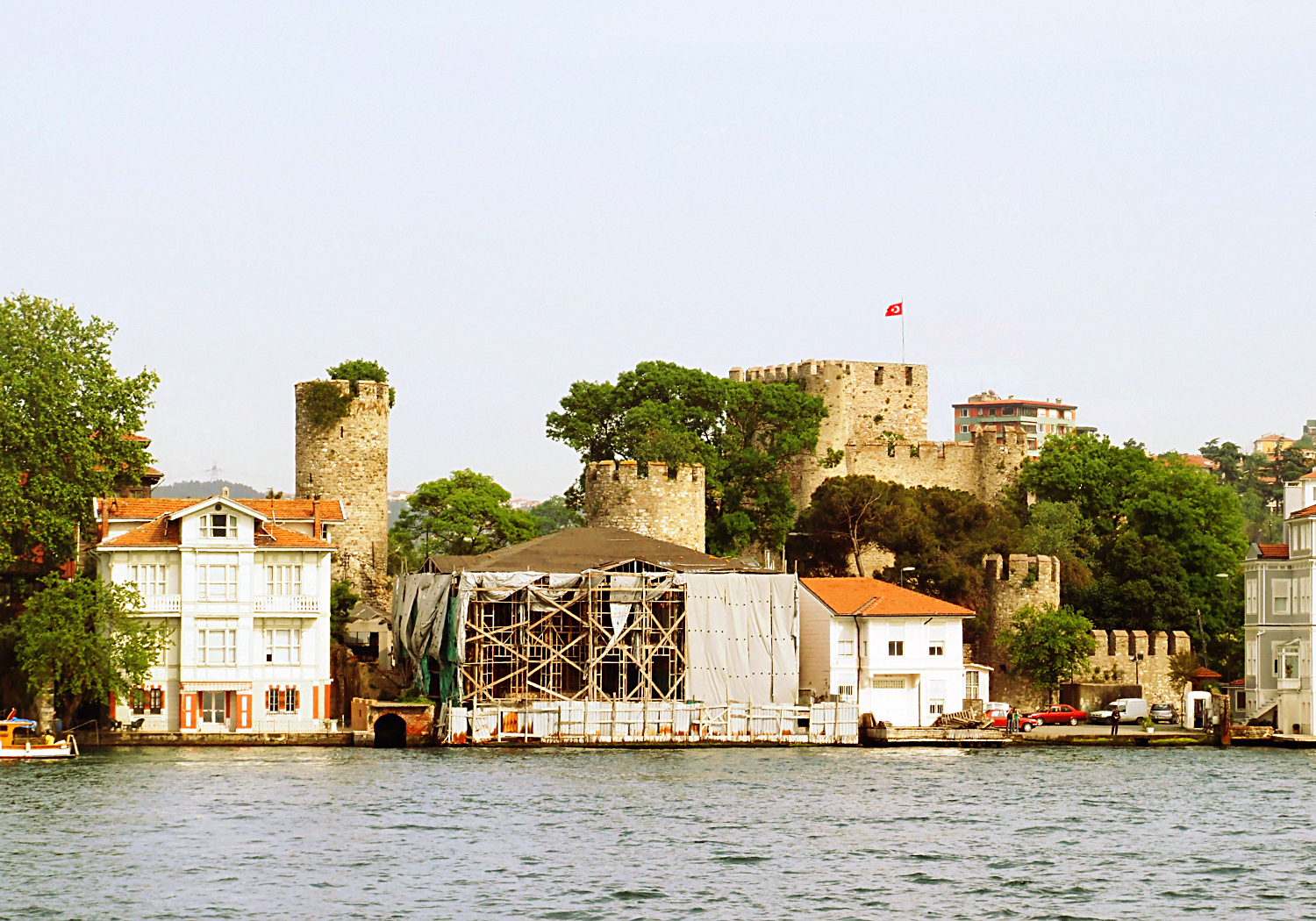
Die osmanischen Zwingburgen Anadolu Hisarı…

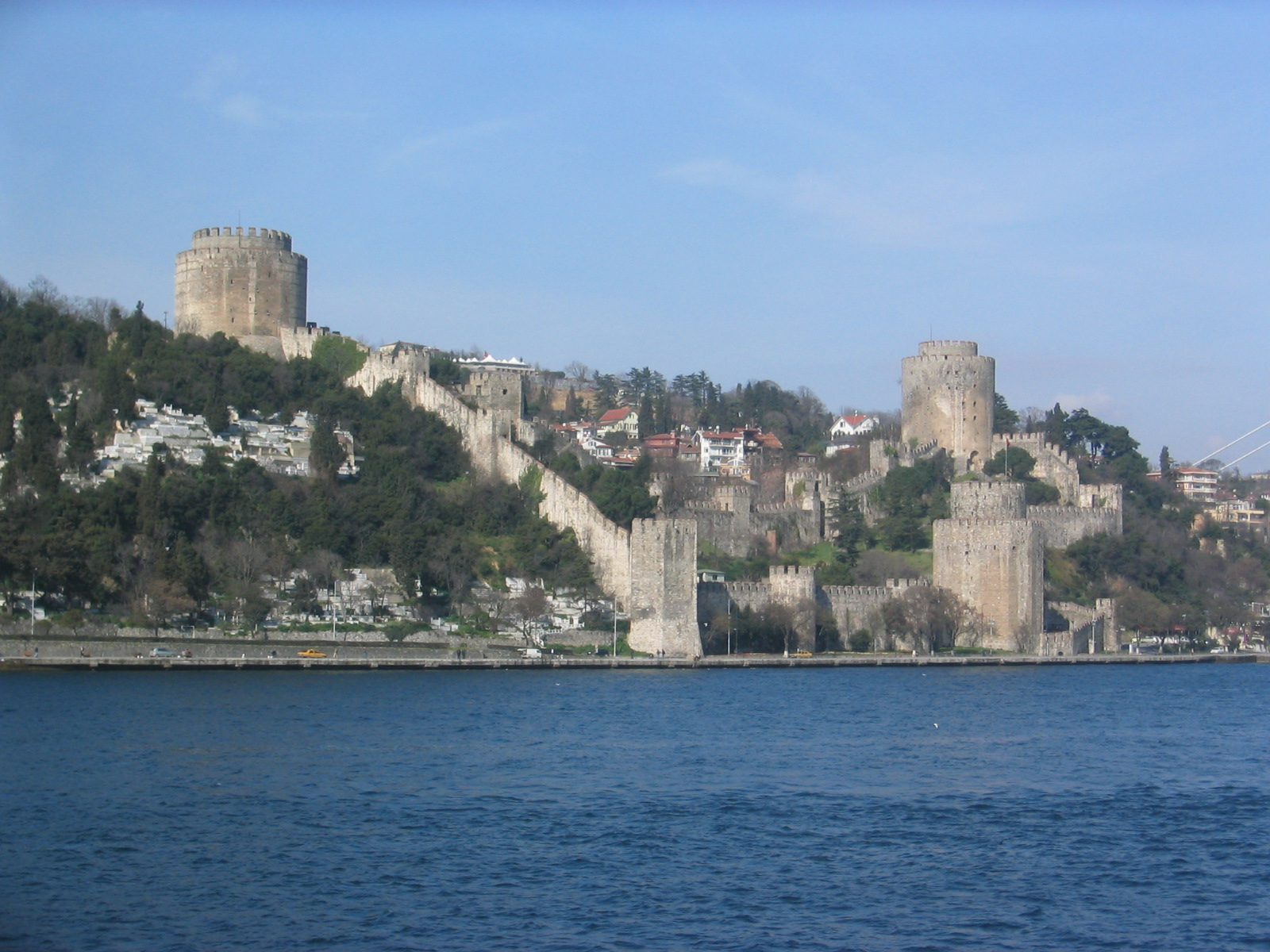
Rumeli Hisarı am Bosporus

Der osmanische Angriff auf das byzantinische Konstantinopel (heute Istanbul) wurde ab 1390 durch den Bau der Burg Anadolu Hisarı (Anatolische Burg) vorbereitet. Das Bollwerk lag wenige Kilometer nördlich der Stadt am Bosporus. Ein Hauptturm wurde von einer Ringmauer mit vier Rundtürmen umgeben. 1451 wurden die Befestigungsanlagen anlässlich des osmanischen Angriffs auf die Stadt durch Außenwerke verstärkt.
Zusätzlich entstand damals in nur vier Monaten auf der europäischen Seite des Bosporus die große Zwingburg Rumeli Hisarı (Rumelische, also Europäische Burg). Der längliche Grundriss dieser Wehranlage wird durch zwei Ecktürme an der Landseite gesichert. In der Mitte der Ostseite (Wasserseite) springt ein polygonaler Wehrturm mit rundem Aufbau aus der Mauerflucht. Das massive Mauerwerk dieses Turms sollte dem Beschuss durch die byzantinische Artillerie widerstehen. Das Bauwerk war mit kleinen Kanonen bestückt, die den Seeweg durch den Bosporus sperren konnten.
Als Konstantinopel 1453 in osmanische Hände gefallen war, befahl der siegreiche Sultan Mehmed II. die Anlage einer weiteren Zwingburg im Süden der Stadtbefestigung. Die Burg Yedikule wurde der byzantinischen Stadtmauer als vorspringendes Fünfeck mit zwei Rundtürmen und einem mittleren Polygonturm vorgelegt. Das überraschend moderne Befestigungskonzept könnte als Vorbild für die italienischen Festungsbaumeister des späten 15. und frühen 16. Jahrhunderts gedient haben, wirkt es doch wie eine Vorstufe der rondellierten Festungsmanieren der Renaissance. Die Kurtinen zwischen den Türmen werden zudem noch durch dreieckige, bastionsähnliche Vorsprünge verstärkt.
Typisch für den osmanischen Burgenbau des 15. Jahrhunderts sind die sogenannten „Butterfass-Türme“ der Wehranlagen. Den meist runden oder vieleckigen Wehrtürmen wurden schlankere Aufbauten als Ausluge aufgesetzt. Dieser Bautypus war in Westeuropa bereits im 14. Jahrhundert verbreitet (Burg Marksburg über Braubach). Die eigentliche Wehrplatte lag also niedriger als der Kommandostand und Ausblick. Auf dem griechischen Peloponnes hat sich u. a. im osmanischen Turm der Burg Methoni (Messenien) ein weiteres anschauliches Beispiel einer solchen Okkupationsburg erhalten.

## Belagerungsburgen in Deutschland
- Ruine Burg Trutzeltz (auch Baldeneltz genannt) oberhalb Burg Eltz, Rheinland-Pfalz[2]
- mehrere mutmaßliche Belagerungsburgen der Allzunah-Burgengruppe, gegen Burg Schadewald gerichtet, Thüringen
- Ruine der Rauschenburg gegen die Burgen Ehrenburg, Waldeck und Schöneck gerichtet, Rheinland-Pfalz
- Ringwall der Belagerungsburg (fälschlich genannt „Ur-Stein“) oberhalb von Burg Stein, Sachsen
- Graben und Wallanlagen einer Belagerungsburg auf Berggipfel oberhalb von Burg Alt-Morungen, Sachsen-Anhalt
- abgegangene Burgen Metilstein (Mädelstein, Mittelstein) -unterhalb der Wartburg- sowie Frauenburg und Eisenacher Burg, gegen die Wartburg gerichtet, Eisenach in Thüringen
- weiter ausgebaute ehemalige Belagerungsburg Schadeck (in Hessen), gegen Burg Runkel gerichtet
- „Bleidenberg“ (Blidenberg) über Burg Thurant, Rheinland-Pfalz
- wüste Burgstelle oberhalb der (mittleren) Lobdeburg, mutmaßliche Belagerungsburg, Thüringen
- abgegangene Trutzburg Blideneck, gegen Burg Rheinberg gerichtet, Hessen
- ehem. Trutzburg als Vorgängeranlage der Burg Balduinstein, gegen die Schaumburg gerichtet[3], Rheinland-Pfalz
- Ruine Hardenburg, errichtet als Trutzburg auf fremdem Grund[4], Rheinland-Pfalz
- Ruine Burg Brunkenstein, errichtet als Vorbefestigung für Burg Dhaun während einer Fehde[5], Rheinland-Pfalz
- Liebenstein und Sterrenberg, gegeneinander gerichtete Trutzburgen "feindliche Brüder"[6], Rheinland-Pfalz
- hist. belegte hölzerne Belagerungsburg "Adolfsburg" gegen die Creuzburg gerichtet, Thüringen[7]
- belegtes hölzernes Blockhaus bei Belagerung der Burg Normannstein, Thüringen[8]
- Mauerreste der Belagerungsburg Fürstenstein, oberhalb der Burg Zwingenberg, Baden-Württemberg
- ehem. Belagerungsburgen Gräveneck (auch: Grafeneck, 1395, Ruine) sowie Steuerburg (1381, abgegangen), gegen Höhenburg Neu-Elkershausen gerichtet[9], Hessen
- ehem. Belagerungsburg der Harzburg[10], Niedersachsen
- Burgstall der Belagerungsburg "Schanze" aus dem Vogtländischen Krieg, oberhalb der Burg Voigtsberg, Sachsen[11]

## Belagerungsburgen in Frankreich
- Burg Ramstein (Elsass), Trutzburg gegen Burg Ortenberg (Ortenburg im Wasgau)[12]
- Burg Klein-Geroldseck bei Haegen, gegen Burg Groß-Geroldseck gerichtet[13]

## Belagerungsburgen in Österreich
- bei der Stadt Friesach die Burgen Geyersberg und Virgilienberg (abgegangen), errichtet 1131 bei der Belagerung der Burgen Petersberg und Lavant[14].

## Belagerungsburgen in Tschechien
- Pustý hrádek (Ödschlössel) oberhalb der Burg Kašperk (Karlsberg), gegen diese gerichtet